# Jens Wonneberger

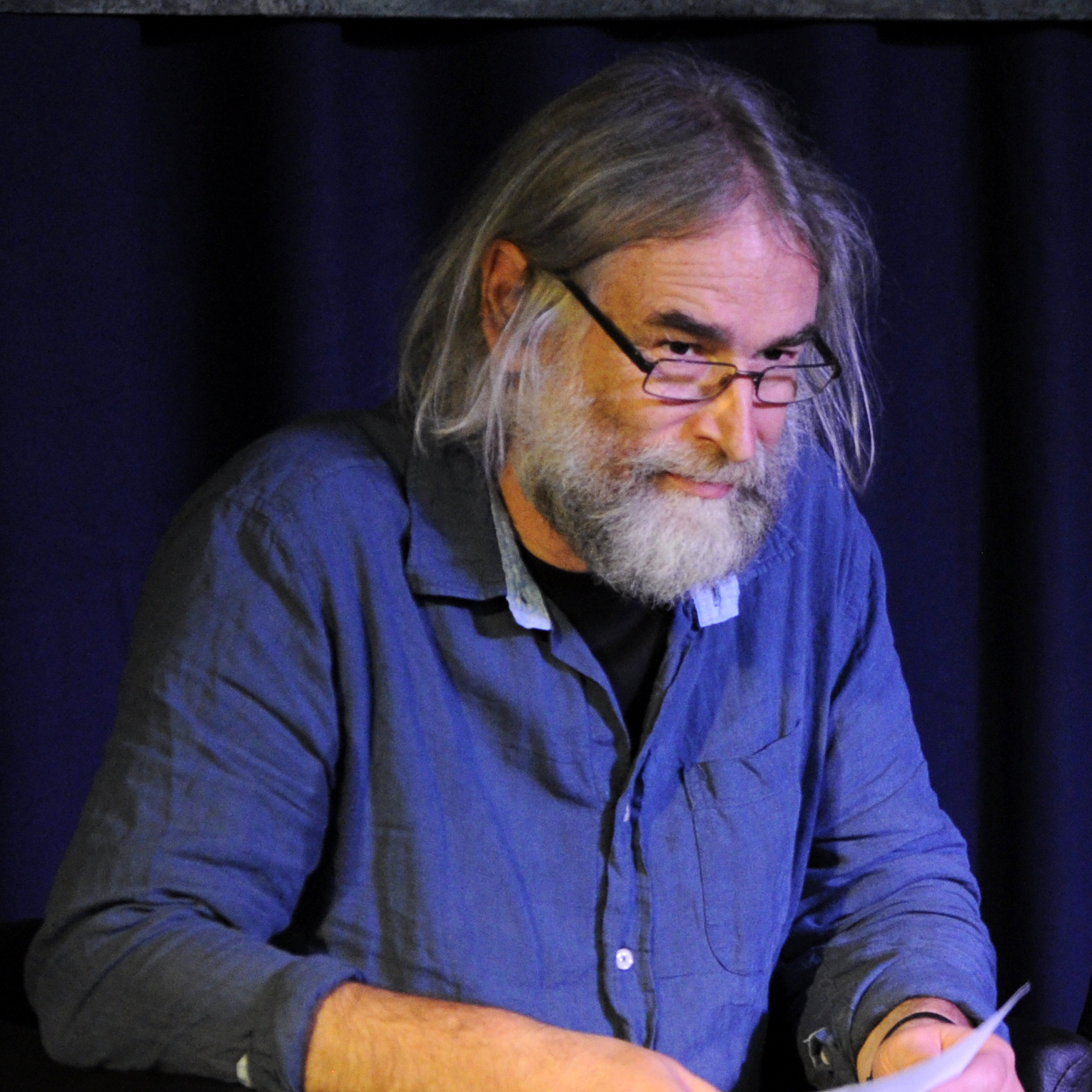
Jens Wonneberger (2015)

Jens Wonneberger (* 3. Mai 1960 in Großröhrsdorf, Bezirk Dresden, DDR) ist ein deutscher Schriftsteller.

## Leben
Jens Wonneberger wuchs in Ohorn im DDR-Bezirk Dresden auf. Von 1980 bis 1985 studierte er Bauingenieurwesen an der Technischen Universität Dresden. Anschließend war er in der Forschung tätig, ab 1986 jedoch gezwungen, diverse andere Tätigkeiten auszuüben. Daneben entstanden literarische Texte. Seit 1992 ist Wonneberger Redakteur des Dresdner Stadtmagazins SAX.
Wonneberger ist Verfasser von Romanen, Erzählungen, Gedichten und Sachbüchern zur Literaturgeschichte Sachsens. Er ist Mitglied des PEN-Zentrums Deutschland sowie der Unabhängigen Schriftsteller Assoziation Dresden (ASSO). In den Jahren 1995, 1999 und 2002 erhielt er Stipendien des Sächsischen Ministeriums für Wissenschaft und Kunst, 2010 wurde er mit dem Literaturförderpreis des Sächsischen Staatsministeriums für Wissenschaft und Kunst ausgezeichnet.
Wonneberger lebt in Dresden.
Sein Roman Mission Pflaumenbaum gehört zu den 20 für den Deutschen Buchpreis des Jahres 2020 nominierten Büchern (sogenannte Longlist).

## Werke
- Der Atem der Steine, Mainz 1993 (zusammen mit Hans Strehlow).
- Ohorn, Dresden 1994.
- Onuphrius, Dresden 1994.
- Dichter, Denker, Literaten aus sechs Jahrhunderten in Dresden, Dresden 1997 (zusammen mit Norbert Weiß).
- Auf der Reise nach Himmelreich, Dresden 1998.
- Pfunds Molkerei, Berlin 1999.
- Wiesinger, Berlin 1999.
- Literarisches Dresden, Berlin 2001 (zusammen mit Norbert Weiß).
- Ums Karree, Berlin 2001.
- Dresdner Dichterhäuser, Berlin 2002 (zusammen mit Norbert Weiß).
- Die letzten Mohikaner, Dresden 2003.
- Weltfreunde an der Elbe, Dresden 2003.
- Dichterhäuser um Dresden, Berlin 2004 (zusammen mit Norbert Weiß).
- Infarkt, Göttingen 2004.
- Dichterhäuser um Leipzig, Berlin 2006 (zusammen mit Norbert Weiß).
- Lieber Dresden im Regen als Wien bei Sonne, Berlin 2006 (zusammen mit Norbert Weiß).
- Die Pflaumenallee, Göttingen 2006.
- Dichterhäuser in der Oberlausitz, Dresden 2008 (zusammen mit Norbert Weiß)
- Gegenüber brennt noch Licht, Göttingen 2008.
- Heimatkunde Dresden, Hamburg 2009.
- Sture Hunde. Steidl Verlag, Göttingen, 2011, ISBN 978-3-86930-359-8.
- Goetheallee, Roman, müry salzmann Verlag, Salzburg 2014, ISBN 978-3-99014-101-4.
- Himmelreich, Roman, müry salzmann Verlag, Salzburg 2015, ISBN 978-3-99014-128-1.
- Prominente in Dresden und ihre Geschichten, be.bra verlag, Berlin 2015, ISBN 978-3-86124-660-2 (zusammen mit Norbert Weiß).
- Sprich oder stirb, Roman, müry salzmann Verlag, Salzburg 2017, ISBN 978-3-99014-155-7.
- Mission Pflaumenbaum, Roman, müry salzmann Verlag, Salzburg 2019, ISBN 978-3-99014-194-6.
- Flug der Flamingos, Roman, müry salzmann Verlag, Salzburg 2021, ISBN 978-3-99014-218-9
- Weltliteratur, Kleine Prosa, müry salzmann Verlag, Salzburg 2023
- Pension Seeparadies, Roman, müry salzmann Verlag, Salzburg 2024